# باول هاغن
باول هاغن (بالدنماركية: Paul Hagen)‏ هو ممثل دانمركي، ولد في 19 مارس 1920 في الدنمارك، وتوفي بنفس المكان في 19 مايو 2003.

## وصلات خارجية
- باول هاغن على موقع IMDb (الإنجليزية)
- باول هاغن على موقع ألو سيني (الفرنسية)
- باول هاغن على موقع ميوزك برينز (الإنجليزية)
- باول هاغن على موقع أول موفي (الإنجليزية)
- باول هاغن على موقع قاعدة بيانات الأفلام السويدية (السويدية)
- باول هاغن على موقع ديسكوغز (الإنجليزية)
- باول هاغن على موقع قاعدة بيانات الفيلم (الإنجليزية)
- باول هاغن على موقع كينوبويسك (الروسية)